# Daniel Hjorth junior
Henrik Daniel Hjorth, född 1 oktober 1857 i Malmö, död 18 februari 1943 i Malmö, var en svensk industriidkare och kommunalpolitiker. Han var son till Daniel Hjorth senior.
Hjorth var verksam i det av fadern grundade kritbruket i Kvarnby och då detta 1893 uppgick i det då bildade AB Kritbruksbolaget i Malmö blev han styrelseordförande. Tillsammans med Christian Lauritz Müller och Sigurd Hedberg grundade han 1898 AB Svensk-engelska gummifabriken vid Barkgatan på Möllevången i Malmö (öppnad 1899), efter konkurs 1906 Ryska gummifabriks AB, sedermera uppköpt av Tretorn. Tillsammans med Müller ägde han teatern  Hippodromen.
Hjorth var tillika verksam i flera enskilda järnvägsbolag, bland annat som verkställande direktör i Malmö–Tomelilla och Trelleborg–Rydsgårds Järnvägs AB samt styrelseordförande och verkställande direktör vid Malmö–Genarps Järnvägs AB. Han var ledamot av Malmö stadsfullmäktige 1903–1914 och 1915–1918.
Hjorth var tillsammans med andra ägare av den så kallade Möllerska plantskolan vid Södervärn. Då området började bebyggas föranledde detta 1897 magistraten att namnge en gata i området till Hjortgatan, ett namn som dock redan 1904 genom beslut av stadsfullmäktige ersattes av Södervärnsgatan (den 1904 namngivna tvärgatan Plantgatan erinrar dock ännu om Möllerska plantskolan). År 1991 namngavs Daniel Hjorts väg i Kvarnby, vars stavning året därpå ändrades till Daniel Hjorths väg.
Daniel Hjorth är begravd på Sankt Pauli mellersta kyrkogård i Malmö.